# 1991 VM1
1991 VM1 är en asteroid i huvudbältet som upptäcktes den 4 november 1991 av de båda japanska astronomerna Seiji Ueda och Hiroshi Kaneda i Kushiro.
Asteroiden har en diameter på ungefär 4 kilometer.